# Велика Албанія

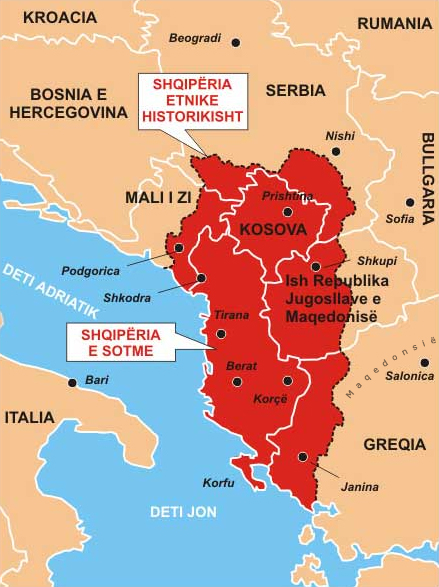
Мапа Великої Албанії

Велика Албанія (алб. Shqipëria Etnike — «етнічна Албанія») — іредентистська концепція об'єднання всіх територій, в яких албанський етнос переважає над державотворчим.
Як випливає з ідей Великої Албанії, до сучасної Албанії повинні бути приєднані північно-західні райони Республіки Македонія, південні рубежі Сербії, що включають Косово та Прешевську долину, і населені албанцями південні райони Чорногорії. Неофіційно своєю землею ідеологи албанського націоналізму вважають північні райони Греції, де майже не залишилося албанського населення.
У роки Другої світової війни концепція була реалізована за допомогою країн Осі.

## Друга світова війна

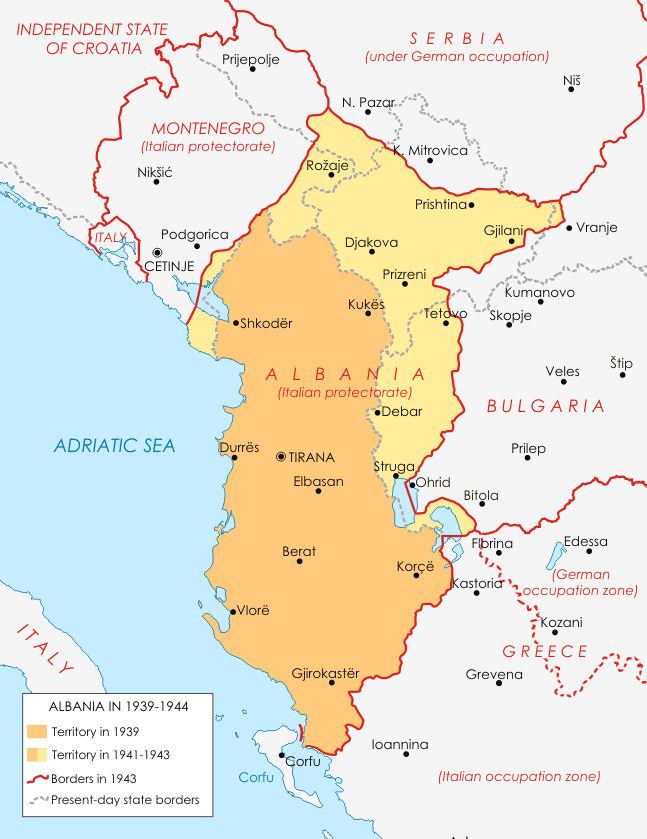
Італійський протекторат Албанії, створений Італією в серпні 1941

Після капітуляції Югославії в квітні 1941 територія країни була поділена між країнами осі. 12 серпня 1941 указом італійського короля Віктора-Емануїла III на анексованих албанських територіях засновувано велике герцогство Албанію, що включає також у себе території Метохії, центрального Косово, західної частини Республіки Північна Македонія та східної Чорногорії.
У перші ж місяці протекторату десятки тисяч будинків сербських поселенців спалили албанці, а самих сербів депортовано. За час війни близько 100 тисяч сербів покинули Косово й утекли до Сербії та Чорногорії. Близько 10 тисяч сербів загинуло від рук албанців. Будинки та садиби біженців займали албанці, що прибували з Албанії відповідно до плану уряду Мусоліні. Всього в Косово за період війни розселилося від 80 до 100 тисяч албанців. Ці дії в Косово очолювала націоналістична організація Бали Комбетар.
Після капітуляції і виходу Італії з війни в 1943 році Косово взяли під контроль німці. У квітні 1944 року з албанців була сформована 21-ша гірська дивізія СС «Скандербег» (1-ша албанська).

## Албанський націоналізм в кінці XX — на початку XXI століття

### Армія звільнення Косово
Кріс Хеджес, який довгий час працював кореспондентом газети «Нью-Йорк Таймс» на Балканах провів ретельний аналіз внутрішнього складу та ідеології Армії визволення Косова і умовно виділив у ній три «фракції»:[відсутнє в джерелі]
1. Албанська мафія, що спеціалізується на торгівлі героїном за маршрутом Афганістан-Туреччина-Косово-Боснія-Західна Європа[джерело?].
2. Сталіністи, коріння яких у невеликих воєнізованих загонах маоїського штибу. Їх створення було інспіровано албанськими спецслужбами за життя Енвера Ходжі. Ця «фракція» довгий час служила каменем спотикання між албанським президентом-антикомуністом Салі Беріша і повстанцями UÇK. Відносини між Берішею і UÇK нормалізувалися тільки після того, як більша частина сталіністів і прихильників колишнього члена Союзу комуністів Ібрагіма Ругову було вбито за наказом Хашима Тачі. Частина вбивств була здійснена повстанцями UÇK, одягненими у форму сербських поліцейських[джерело?].
3. Неофашисти. «Фракцію» очолюють діти й онуки тих, хто у Другу світову війну були учасниками воєнізованих формувань «Бали Комбетар» і 1-ї албанської дивізії СС «Скандербег». Це почасти пояснює рішення лідерів UÇK одягнути повстанців у чорну форму і як вітання викидати вперед руку[джерело?]. На Заході були сильно здивовані такою атрибутикою[джерело?]. Під тиском Заходу лідери УЧК змінили привітання: тепер воно схоже на те, що прийнято в армії США, — відкрита долоня біля скроні[джерело?].